# حافظ العموري
حافظ العموري  (صفاقس 9 جوان 1955) هو وزير وزير التشغيل والتكوين المهني في حكومة مهدي جمعة التونسية التي أعلن عن تشكيلها في 26 يناير 2014.

## التكوين الأكاديمي
تحصل على شهادة الدراسات المعمّقة في قانون الشغل والسلامة المهنية من جامعة باريس سنة 1982 كما تحصل على الدكتوراه في قانون الشغل والسلامة المهنية من جامعة باريس سنة 1985 ومتحصل على دكتوراه دولة في قانون الشغل والسلامة المهنية من جامعة باريس سنة

## الحياة المهنية
تقلد عديد حافظ العموري المناصب في دولة التونسية من أهمها: 
- رئيس مدير عام الصندوق الوطني للضمان الاجتماعي.
- أستاذ مؤطر في المعهد العالي للقضاء ومحاضر في القانون الاجتماعي الدولي في الجامعات التونسية والإسبانية وإيطالية والمغربية والمصرية.
- خبير لدى المنظمة العربية للشغل.
- محاضر لدى المنظمة الدولية للشغل.
- مسؤول على تكوين متفقدي الشغل للمرور إلى رتبة متفقد رئيسي للشغل.
- رئيس سابق لمجلس التحكيم في نزاعات الجماعية للشغل (وزارة الشؤون الاجتماعية والتضامن والتونسيين بالخارج سابقا).